# À l'épreuve
Pour plus de détails, voir Fiche technique et Distribution.
À l'épreuve est un téléfilm français réalisé par Akim Isker d'après une idée originale de Fanny Chesnel et un scénario écrit par Fanny Chesnel et Noémie de Lapparent, et diffusé pour la première fois en France le 25 septembre 2024 sur France 2.
Cette fiction est une production de Morgane Production pour France 2, réalisée avec la participation de TV5 Monde,, et avec le soutien de la région Île-de-France, en partenariat avec le CNC.
Le téléfilm reçoit le prix du meilleur unitaire au Festival de la fiction de La Rochelle en septembre 2024, ainsi que prix de la presse étrangère Unifrance,,,.

## Synopsis
À 22 ans, Ambre, en pleine procédure judiciaire contre ses parents qui veulent récupérer la garde de son fils, n'a pas d'autre choix pour s'en sortir que d'accepter le pire des boulots à ses yeux : éboueure. Jusqu'où sera-t-elle prête à se salir les mains pour reconquérir son enfant et sa dignité ?

## Fiche technique
Sauf indication contraire, les informations mentionnées dans cette section peuvent être confirmées par la base de données cinématographiques Allociné,  présente dans la section « Liens externes ».
- Titre français : À l'épreuve
- Réalisation : Akim Isker[1],[2],[3],[8]
- Scénario : Fanny Chesnel, Noémie de Lapparent[3]
- Musique : Éric Neveux[3]
- Décors : Arnaud Chauvin[3]
- Costumes : Mathilde Mallet
- Photographie : Pénélope Pourriat[3]
- Son : Benoît Guerineau[3]
- Montage : Aurique Delannoy[3]
- Production : Chloé Besomi[9],[3]
- Sociétés de production : Morgane Production[1],[2],[3]
- Pays de production :  France
- Langue originale : français
- Format : couleur
- Genre : Drame[1]
- Durée : 90 minutes
- Dates de projection en festival :
  - Festival du film de Demain de Vierzon : 1er juin 2024[10],[11],[12]
  - Festival de la fiction de La Rochelle 2024 : 12 septembre 2024[3]
- Dates de première diffusion en télévision : 
  - France : 25 septembre 2024 sur France 2[4],[5]

## Distribution
- Frankie Wallach : Ambre Saïdi
- Bernard Campan : Jean-Yves
- Clémentine Célarié : Virginie Dessailly
- Zacharie Chasseriaud : Chems
- Moussa Sylla : Babaly
- Anne Suarez : Sandrine, la mère d'Ambre
- Chad Chenouga : Youssef

## Production

### Genèse et développement
Le téléfilm porte initialement le titre La Superbe,, mais il est ensuite rebaptisé À l'épreuve et projeté sous ce nom en avant-première au Festival du film de Demain de Vierzon,,.
Le scénario est de la main de Fanny Chesnel et Noémie de Lapparent, et la réalisation est assurée par Akim Isker,,,.
La production est assurée par Chloé Besomi pour Morgane Production,.
Au journal quotidien Le Berry républicain qui lui demande d'où lui est venue l'idée de s'intéresser à une jeune femme qui doit se battre pour arriver à son indépendance financière, le réalisateur Akim Isker répond : « L'idée n'est pas de moi, mais des auteurs, Fanny et Noémie, qui ont coécrit cette histoire avec la productrice Chloé Besomi. J'ai tout de suite été extrêmement attiré par deux choses dans ce film. D'abord, le traitement d'un monde qu'on ne connaît pas, à savoir cette section des éboueurs, plus précisément du giron de la Propreté de Paris. Et j'ai trouvé cela très intéressant de pouvoir porter ce regard-là, à travers une jeune fille qui, pour s'émanciper de ses parents et de la société, pour éduquer son enfant, va accepter ce métier qui est l'un des métiers les plus mal vus. ».

### Tournage
Le tournage se déroule du 23 octobre au 5 décembre 2023 à Paris et en région parisienne,,.

## Accueil

### Distinctions
- Festival de la fiction de La Rochelle 2024 : prix du meilleur unitaire et prix de la presse étrangère Unifrance[4],[5],[6],[7].
- Festival du film français de Los Angeles 2024 : nommé dans la catégorie meilleur unitaire.
- Prix du Syndicat de la critique 2024 : nommé dans la catégorie meilleur unitaire.

### Diffusions et audience
En France, le téléfilm, diffusé le 25 septembre 2024 sur France 2, est regardé par 2 890 000 téléspectateurs et se classe premier en termes d'audience.

### Accueil critique
Alexandre Letren, du site VL-Media, est très enthousiaste : « À l'épreuve est de ces projets qui font la grandeur du service public en cochant toutes les cases non de ce que l'on doit voir ou entendre aujourd'hui, mais ce qu'une grande chaîne de fiction doit proposer ».